# Войнаровский, Игорь Вячеславович
И́горь Вячесла́вович Войнаро́вский (род. 19 октября 1983, Москва) — российский актёр театра и кино.

## Биография
Внук советских артистов оперетты Игоря Войнаровского (1912—2003) и Нины Симоновой (1925—2013), сын актёра и певца Вячеслава Войнаровского (1946—2020).
В 2004 году окончил Театральное училище имени Б. В. Щукина (курс Евгения Князева).
С 2007 года — актёр Театра «Мастерская П. Фоменко».

### Роли в театре
Мастерская П. Фоменко
- 2008 — «Носорог»
- 2008 — «Сказка Арденского леса»
- 2010 — «Алиса в Зазеркалье»
- 2010 — «Рыжий»

### Роли в кино
- 2004 — Дальнобойщики 2 (7-я серия «Приватизация») — Василий, дальнобойщик
- 2006 — Мальчишник, или Большой секс в маленьком городе — Бобёр
- 2007 — Тиски — Пуля
- 2008 — Стиляги — Боб
- 2011 — Папаши — Никита
- 2012 — Духless — Пархоменко
- 2013 — Зимний путь — Василий Игнатов
- 2016 — Статус: Свободен — Вадик, друг Никиты

## Интересные факты
Исполняет песню «Я люблю буги-вуги» в фильме «Стиляги». Для роли Боба он поправился на 20 килограммов. Исполняет заглавную песню из анимационного мультсериала «Аркадий Паровозов спешит на помощь». В фильме «Зимний путь» Войнаровский сам исполнил арию Демона из оперы Рубинштейна. Этой сцены в сценарии не было, Войнаровский импровизировал, а режиссёры Сергей Тарамаев и Любовь Львова вставили эпизод в фильм. Импровизационная случайность оказалась важной темой картины Участник 10-го сезона проекта «Танцы со звёздами» (телеканал «Россия-1», 2016 год).